# Minirhaphidophora
Minirhaphidophora is een geslacht van rechtvleugeligen uit de familie grottensprinkhanen (Rhaphidophoridae). De wetenschappelijke naam van dit geslacht is voor het eerst geldig gepubliceerd in 2002 door Gorochov.

## Soorten
Het geslacht Minirhaphidophora omvat de volgende soorten:
- Minirhaphidophora kerinci Gorochov, 2002
- Minirhaphidophora minima Gorochov, 2002